# Cnastis sichuanensis
Cnastis sichuanensis là một loài tò vò trong họ Ichneumonidae.